# Serica niijima
Serica niijima är en skalbaggsart som beskrevs av Kontkanen 1956. Serica niijima ingår i släktet Serica och familjen Melolonthidae. Inga underarter finns listade i Catalogue of Life.